# 三馬開局
三馬開局（英語：Three Knights Game）是國際象棋開局開放性開局的一種，走法為：
1.e4 e5 2.Nf3 Nc6 3.Nc3